# Ús d'eines pels animals
L'ús d'eines pels animals abasta la seva utilització per obtenir menjar i aigua, la higiene, la defensa, l'esbarjo i la construcció. Durant molt de temps es pensà que aquesta era una habilitat exclusiva dels humans, car l'ús d'eines requereix un nivell sofisticat de cognició. Les proves són clares que hi ha animals, sobretot entre els ocells i els primats, que no només utilitzen eines, sinó que fins i tot en fabriquen, per exemple arrancant fulles d'un branquilló, afaiçonant una tija amb forma de llaç o afilant una branca per emprar-la com una arma. Es considera que una gran gamma d'animals fan servir eines, incloent-hi mamífers, ocells, peixos, cefalòpodes i insectes.

## Mamífers

### Primats

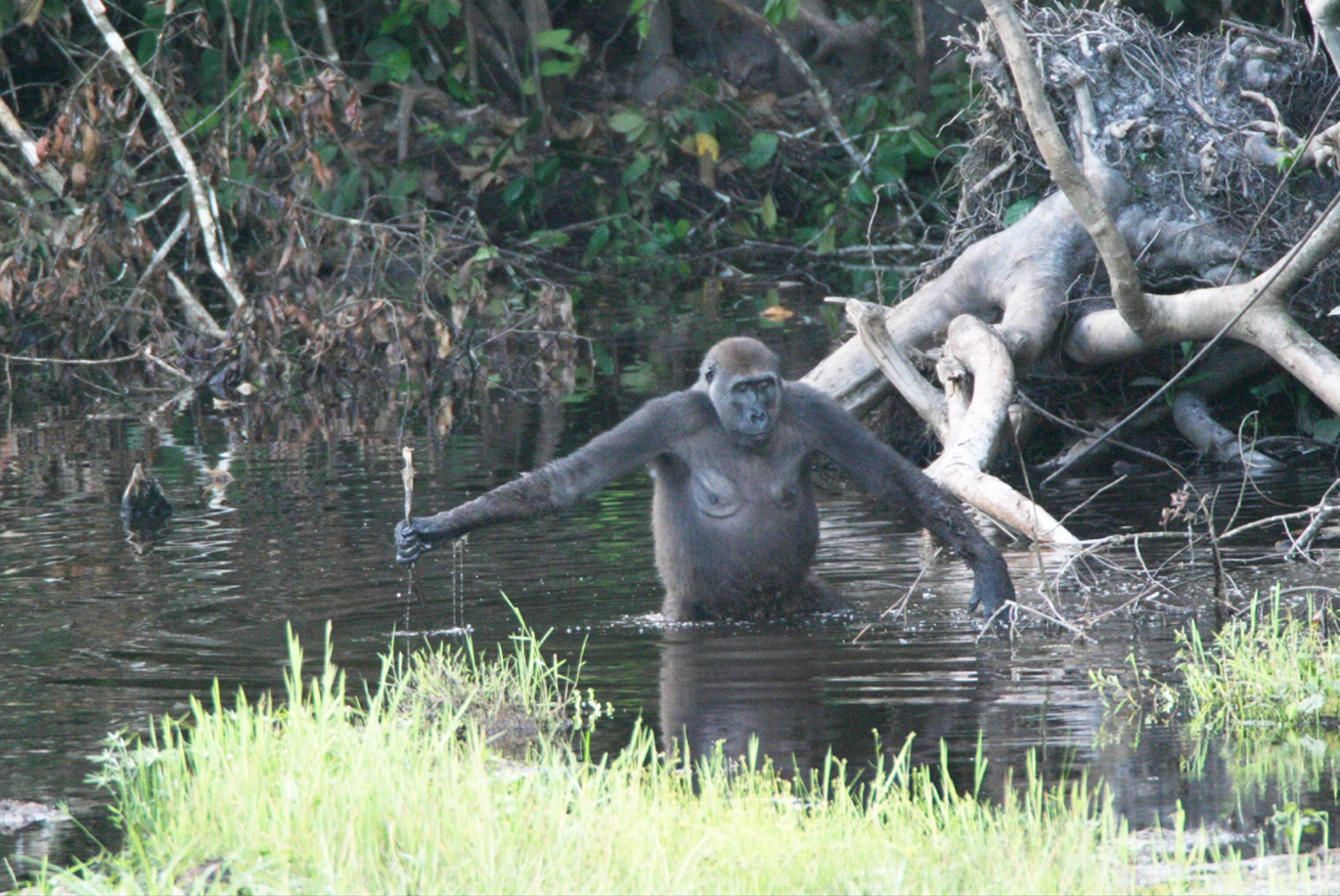
Goril·la emprant un pal, possiblement, per mesurar la profunditat de l'aigua

Hom ha observat moltes vegades l'ús d'eines per primats salvatges i en captivitat, particularment entre els grans simis. Els primats utilitzen eines per caçar, recollir mel, processar aliments i recollir aigua, com a armes i com a refugi.
El 1960, Jane Goodall observà un ximpanzé inserint brins d'herba en un niu de tèrmits per després posar-se-les a la boca. Com que no estava segura del que havia vist, en copià el comportament i veié que els tèrmits s'aferraven als brins amb la mandíbula. El ximpanzé havia utilitzat l'herba com eina per «pescar» tèrmits.
La fabricació d'eines és molt més rara que l'ús d'eines senzilles i probablement necessita una activitat cognitiva més alta. Poc després del seu descobriment inicial de l'ús d'eines, Goodall observà altres ximpanzés que recollien petites branques frondoses, n'eliminaven les fulles i n'utilitzaven les puntes per atrapar insectes. Aquesta transformació d'un branquilló frondós en una eina fou un descobriment important. Fins aleshores, els científics es pensaven que només els humans fabricaven i utilitzaven eines, i que aquesta capacitat diferenciava els humans dels altres animals. El 1990, se suposava que només els ximpanzés eren capaços de fabricar eines. Tanmateix, des d'aleshores, s'ha observat aquesta capacitat en altres primats salvatges.

### Elefants
Els elefants mostren capacitat per fabricar i utilitzar eines utilitzant la trompa i les potes, tant en estat salvatge com en captivitat. Els elefants asiàtics poden utilitzar branques per esclafar mosques o gratar-se. S'observà que 8 de 13 elefants asiàtics captius, mantinguts en un entorn naturalista, modificaren branques i les utilitzaren per gratar-se. S'han vist diferents estils de modificació de les branques, el més comú dels quals és sostenir la branca principal per l'arrel amb la pota esquerra per separar una branca amb la trompa. Els elefants han estat observats cavant forats per a beure aigua i després fabricant un tap amb escorça d'arbre i cobrint el forat per evitar l'evaporació. Així, poden tornar a beure'n l'aigua més tard.
Els elefants asiàtics poden utilitzar eines per resoldre problemes difícils. Per exemple, un mascle captiu fou observat mentre movia una caixa a una posició en la qual la podia utilitzar com a esglaó per arribar a aliments que havien estat ubicats a propòsit fora del seu abast.
S'ha observat també elefants llançant roques a tanques elèctriques per trencar-les i poder travessar-les.

## Ocells

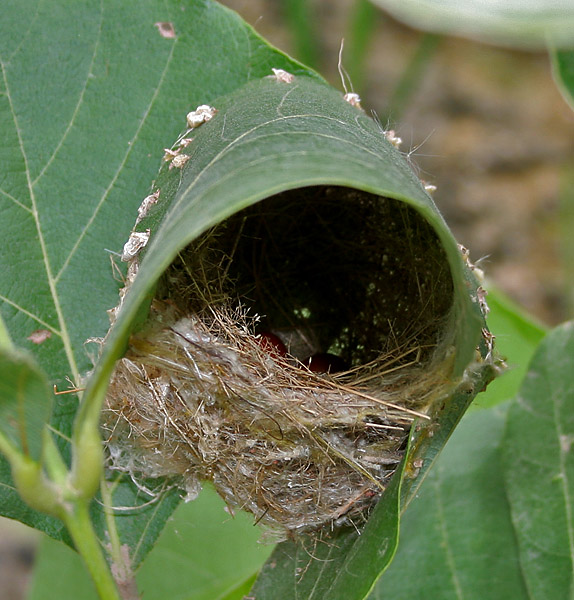
Un ocell sastre cuallarg niant a l'Índia

Ja en l'antiguitat es tenien notícies de la capacitat cognitiva d'alguns ocells i, en particular, de la seva habilitat manejant eines. En són exemples algunes faules d'Isop. N'hi ha una en la qual un corb assedegat no té més aigua que la que hi ha al fons d'un càntir, al qual no arriba amb el bec. Aleshores se li acudeix llançar pedres al càntir per pujar el nivell d'aigua fins a poder arribar-hi. Aquest mateix comportament s'ha observat recentment. Els còrvids destaquen per la seva intel·ligència. El corb de Nova Caledònia destaca per la seva intel·ligència i habilitat.